# Fargoa dianthophila
Fargoa dianthophila är en snäckart som först beskrevs av H. W. Wells och M. J. Wells 1961.  Fargoa dianthophila ingår i släktet Fargoa och familjen Pyramidellidae. Inga underarter finns listade i Catalogue of Life.